# Bandolero (serie animada)
Bandolero fue una serie animada que Canal Sur emitió en el Canal 2 estrenándola el 28 de febrero del 2002 haciéndola coincidir con el Día de Andalucía, se hizo dentro del espacio del programa infantil La Banda. Fue una coproducción con Neptuno Films. Se presume que fue la primera serie animada que se dobló íntegramente con voces de acento andaluz.

## Historia
La historia está ambientada en la Córdoba rural del siglo XIX, justo después de la Guerra de la Independencia Española. Cosme Jiménez es un terrateniente justo y generoso que muere en un incendio provocado por el Capitán Rodrigo. Sin embargo, dos personas logran escapar del fuego: Juan, hijo de don Cosme de diez años de edad, y Cándido Álvarez, preceptor del niño. 
Durante diez años, los dos se ocultan en el bosque, donde don Cándido no solo educa a su pupilo como maestro, sino que también le enseña a luchar, con la esperanza de que algún día consiga hacer justicia.
Ya adulto, Juan se da a conocer públicamente como "Bandolero", un héroe que luchará en favor del pueblo contra los abusos e injusticias de los ricos y poderosos, especialmente Roberto Campomayor, el nuevo gobernador de la comarca, que tiene bajo sus órdenes al propio Capitán Rodrigo. Para ello, Bandolero contará con el apoyo de su banda, compuesta por Tragabuche, Toni, Rosita y el perro Flaco, con los que vivirá numerosas aventuras a lo largo de toda la serie.

## Personajes/Voces[6]
- Juan Jiménez/Bandolero y Cosme Jiménez (Jorge García Tomé)
- Toni (David Arnaiz)
- Tragabuche (Alberto Hidalgo)
- Rosita (Nonia Tejero de la Gala)
- Cándido Álvarez (Javier Merchante)
- Gobernador Roberto Campomayor (Antonio Inchausti)
- Capitán Rodrigo (Jesús Prieto)
- María (Lola Álvarez)
- Dolores (Mariló Seco)
- Sargento Jeremías (Rafa Torres)
- Cabo Fasto (Chema del Barco)
- Cabo Nefasto (Manolo Solo)
- Flaco (Alejando Albaiceta)

## Capítulos[7]
1. La llegada del tirano: La llegada de un nuevo Gobernador a una próspera región la sume en la pobreza. En ese escenario desolador surge como defensor de todos Bandolero.
2. Nace la leyenda: Los soldados del gobernador cobran impuestos en una aldea de campesinos. Cuando cruzan el bosque caen en una trampa de Bandolero, que recuperará el botín.
3. En la boca del lobo: El Gobernador planea casar a su hija María con Don Ricardo, un rico heredero. Bandolero suplanta su identidad para introducirse en la casa del Gobernador y robar en sus arcas.
4. El gato negro: Bandolero y su banda se enteran de que "El gato negro", una perla de inmenso valor, estará pronto en casa del Gobernador. Así que se arriesgarán para robar la valiosa joya.
5. Perdidos en el desierto: Bandolero y Rosita caen en una emboscada preparada por Don Rodrigo. El capitán pretende adueñarse del botín y liquidar a ambos.
6. El molino: Octavilla del Río es una pobre aldea que, debido a su precaria economía, decide rebelarse contra el gobernador y no pagar más impuestos.
7. La pitonisa: Una pitonisa revela a Bandolero un trágico suceso: uno de sus compañeros morirá. En principio no le hace caso, pero al ver que otras predicciones se cumplen, empieza a preocuparse.
8. El ladrón de las mil caras: El gobernador Campomayor concibe un astuto plan para quedarse en propiedad las tierras comunales. Bandolero se entera de la treta y hace que fracase.
9. El tonel de Montilla: El gobernador encuentra un tonel de vino único. Le envía unas botellas al rey, pero el monarca quiere todo el tonel. Al llevárselo, Bandolero lo roba.
10. El doble: El capitán Rodrigo apresa a un ladronzuelo que es el vivo retrato de Bandolero, y le obliga a que robe a los campesinos haciéndose pasar por éste.
11. La ruta de los escorpiones: Bandolero y Tragabuche son capturados y conducidos al penal de Almería. En el camino logran fugarse y huir por la ruta de los escorpiones.
12. Atrapados en el fuego: Bandolero y Tragabuche logran sobrevivir a la ruta de los escorpiones, pero son atrapados por el capitán Rodrigo y sus hombres, que los encierran en un granero en llamas.
13. Muerte al amanecer: El capitán Rodrigo descubre a don Cándido espiando al Gobernador. Enseguida relaciona a Cándido con Bandolero, y ordena que sea ejecutado al amanecer del día siguiente.
14. Flaco, el trotamundos: Flaco, el perro de Bandolero, tiene la sensación de que no le hacen mucho caso. Un día decide marcharse a vivir su vida. El héroe y su banda le buscan preocupados.
15. El traidor: Una serie de asaltos llevados a cabo por Bandolero acaban siempre frustrados. Es como si los soldados conociesen siempre sus planes. ¿Habrá un traidor en la banda?
16. Tragabuche contra Bandolero: Tras recibir un golpe, Tragabuche pierde la memoria y no recuerda a nadie, ni siquiera a Bandolero. El capitán Rodrigo aprovecha para convencerle de que su compañero es un criminal.
17. El cazarrecompensas: Los malvados planes del capitán Rodrigo se ven continuamente truncados por Bandolero. Por ello contrata a un cazarrecompensas que pondrá a Bandolero y a su banda en serios apuros.
18. El examen: Tras comprobar que Dolores tiene un amigo inglés de modales muy refinados, Tragabuche decide ponerse a su altura con la ayuda de Rosita.
19. Flaco, un perro con problemas: Flaco se encuentra con otro perro, quien le habla de una extraña enfermedad. El perro se sugestiona al oírle y desde ese momento vivirá asustado y temeroso.
20. El bebé: Bandolero se encuentra un bebé abandonado a la puerta de su cueva. No sabiendo qué hacer con él, decide quedárselo. Pero el bebé resulta ser un travieso de mucho cuidado.
21. El cobarde: El capitán Rodrigo consigue hacer prisionera a Rosita y trama un malvado plan. Cita a Bandolero y le comunica que si no hace lo que él le ordene, acabará con ella.
22. El padre de Tragabuche: Tragabuche recibe una carta de su padre, diciéndole que va a visitarlo. Bandolero se las deberá ingeniar para hacer creer al padre que su hijo es el gobernador.
23. Capturados: Bandolero y su banda son informados de que un carro pasará por el bosque y planean asaltarlo. Pero el carro estará repleto de soldados dispuestos a capturar a la banda.
24. Invisibles: Los soldados Fasto y Nefasto consiguen una pócima que hace que quien lo beba se vuelva invisible. Aprovechan así para ayudar a Rodrigo y al gobernador, y acabar con Bandolero.
25. Historia de amor: El gobernador Campomayor se ha arruinado al perder su fortuna en un naufragio. Rodrigo aprovecha para pedir la mano María, a cambio de una fortuna heredada.
26. Los cuatro magníficos: Bandolero visita un pequeño pueblo sevillano donde los soldados acuden cada 6 meses a recaudar sus impuestos. Así que trama un plan para que no se salgan con la suya.
27. Desapariciones misteriosas: Una niebla misteriosa ayuda a que se sucedan una serie de robos, y todos ellos aparecen firmados por una de las monedas de Bandolero.
28. El Profesor Niebla: Siguiendo el rastro del misterioso ladrón de obras de arte oculto en la niebla, Bandolero y su banda llegan a unas minas de sal abandonadas, donde descubren un misterio.
29. Guerra total: Los golpes de Bandolero y su banda se están haciendo cada vez más osados. Enfurecido, el capitán Rodrigo y los soldados les persiguen hasta llegar a las marismas del Guadalquivir
30. El buque fantasma: Perdidos a la deriva, Bandolero, Tragabuche y Flaco encuentran un misterioso barco. Los tres suben a bordo, sin saber que es un barco fantasma sobre el que pesa una terrible maldición
31. Náufragos: Tras escapar del barco fantasma, Bandolero, Tragabuche y Flaco siguen perdidos en el mar. Deben encontrar una forma de volver a tierra antes de morir de sed
32. El olivo de oro: Bandolero y sus amigos se encaminan en busca del tesoro del Olivo de Oro, pero el malvado Capitán Rodrigo se entera de sus planes.
33. ¡Ah del castillo!: Huyendo de los soldados, Bandolero y su banda llegan a una apartada y desértica región, donde no les queda más remedio que buscar un sitio donde hacer noche.
34. El regreso del Profesor Niebla: Bandolero y su banda han caído en las garras del malvado Profesor Niebla, que, oculto en su castillo, prepara sus planes de conquista.
35. El antídoto de San Lorenzo: Don Rodrigo, celoso de que María ame a Bandolero, planea envenenarle echándole una pócima mortal en una copa de vino.
36. Guerra de Bandoleros: El antídoto que puede salvar a María de morir es una flor que sólo existe en las montaña de San Lorenzo, en Cataluña. Bandolero, acompañado de Tragabuche, viajará hasta allí y deberá enfrentarse a los peligrosos bandoleros que pueblan la zona.
37. El espíritu de la Navidad: Para conseguir que el Gobernador done dinero al orfanato, Bandolero y su banda desarrollan un ingenioso plan.
38. Una Navidad feliz: Bandolero y su banda hacen creer al Gobernador que le visitan los Espíritus de la Navidad pasada, presente y futura.
39. ¿Quién manda aquí?: Don Rodrigo no sabe qué hacer para quitarse de encima a Bandolero y su banda. Idea un plan para sembrar cizaña entre la banda, y así desunirlos.
40. La trampa: Una mujer acude a Bandolero pidiéndole que rescate a su nieta, que, al parecer, unos bandidos han secuestrado. Bandolero y su banda van para allá, pero todo resulta ser una trampa.
41. Bentarique: Bandolero le relata a Tragabuche la historia del hombre de Bentarique, el mejor campesino del pueblo, que un día salvó a Bandolero de la persecución de dos maleantes.
42. Súper Tragabuche: Tragabuche adquiere una fuerza extraordinaria convirtiéndose en súper hombre al comer un extraño fruto del bosque.
43. El tanque: Algunos pueblos deciden rebelarse a la tiranía de Don Rodrigo y se niegan a pagar impuestos. El tirano concibe un plan aliándose con el terrible Profesor Niebla.
44. Encerrados en la mina: Persiguiendo la carreta donde se transporta la recaudación de impuestos, Bandolero y su banda caen en una trampa tendida por el Capitán Rodrigo.
45. La pócima: El Capitán Rodrigo le suministra a María una pócima que tiene la cualidad de volver malvada a la gente. María se vuelve una villana peor aún que Rodrigo.
46. El caballo de Troya: Don Rodrigo, cansado de los asaltos de Bandolero y su banda, idea un plan para evitar sus robos inspirándose en el caballo de Troya.
47. Tragabuche artista: Ricardito embauca a Tragabuche haciéndole creer que es un gran artista. A partir de ese momento, el compañero de Bandolero intentará explotar su vena artística.
48. El secreto de Toni: Toni ha ido disimulando que padece de vértigo, pero su pánico a las alturas le causará problemas porque no se lo ha contado a nadie.
49. Inactivos: Don Rodrigo y sus soldados llevan un tiempo sin cometer abusos entre los campesinos. Bandolero y su banda dejan de asaltar los caminos, dándose a la buena vida.
50. Más problemas: Entre Rosita y Toni comienza a nacer una atracción, pero Toni no acaba de declararse. Rosita pide entonces ayuda a Bandolero y Tragabuche para que le animen a ello.
51. Vientos de guerra: El malvado Capitán Rodrigo trama un nuevo plan. Preso de un ataque de ira, decide actuar por su cuenta para lograr convertirse en el hombre más poderoso de la comarca.
52. El fin del tirano: Bandolero y sus amigos, muy afectados por la muerte de Cándido a manos de Rodrigo, intentarán de una vez por todas acabar con él.

## Productos derivados
Debido  al éxito de la serie unos chicos, ocho técnicos del Grado Superior de Animaciones 3D y videojuegos, del IES Profesor Tierno Galván de Alcalá de Guadaira (Sevilla) decidieron hacer un videojuego sobre Tragabuche, uno de los personajes principales. Estos técnicos han creado Octavilla Games y lanzaron este videojuego para la plataforma de Play Store en el año 2020. Nada más la primera semana se colocaron en el top 5 de descargas con unas 8.000. 
Según explica uno de sus creadores Pablo Rodríguez González nació a raíz de unos comentarios de Twitter que puso sobre ese personaje y decidió junto a sus compañeros aprovechar el tiro que tenían en la red social.
“Tragabuche: Er videojuego” que así se llama,  se divide en dos formas de juego: por un lado el modo sobrevivir que consiste como el propio nombre indica en sobrevivir el máximo tiempo posible se obtienen la puntuación  dependiendo las rondas  completadas. 
Por otro, esta el modo campaña que cuenta con una historia, el jugador tendrá que ir avanzando por los diferentes mundos cada uno con distintos niveles. Los mundos están ambientado en los 4 reinos Reino de Andalucía:  Córdoba, Sevilla, Jaén y Granada (en el siglo XIX) .